# الثيوصوفية والفنون البصرية
كان للديانة الثيوصوفية الحديثة تأثيرًا معتبرًا على أعمال الفنانين البصريين وبشكل خاص على الرسامين. اعتمد بعض الفنانين أمثال فاسيلي كاندينسكي وبيت موندريان ولوجي روسولو الثيوصوفية كأساس فلسفي وأيديولوجي لأعمالهم.

## الروحانية اللونية الثيوصوفية
توسع تشارلز دبليو. ليد بيتر ورودولف ستاينر في شرح تأثير التعليم الثيوصوفي على الحالة الإنسانية وذلك في بدايات القرن العشرين. واعتبر كل منهما أن «المستبصرون» يمتلكون قدرة خاصة على رؤية ما يسمى «الأفكار» و«الحالات الإنسانية». شرحا كذلك أن «الانطباعات» التي يتلقاها المرء من هؤلاء الأشخاص الذين ينتمون إلى «عوالم أعلى» تشبه «الظواهر اللونية التي تلاحظ في العالم المادي».
أشار نيكولاس جودريك-كلارك إلى أن ليد بيتر نشر أيضًا (بالتعاون مع آني بيسانت) «كتابًا مؤثرًا» بعنوان «الأفكار»، وهو عبارة عن سجل تحقيقات حول المستبصرين. تحتوي مقدمة كل من كتاب «الأفكار» و«الرجل المرئي وغير المرئي» جدولًا عن «معاني الألوان» المرتبطة بالأفكار والحالات الإنسانية التي تعكس المشاعر والأحاسيس. يبدأ هذا الجدول بدرجة «الروحانية السامية» (الأزرق الفاتح- في الزاوية العلوية اليسرى) وينتهي بدرجة «الضغينة» (الأسود- في الزاوية السفلية اليمنى)، ويتألف من 25 لون بالمجمل. يرى ليد بيتر وبيسانت أن المشاعر والأفكار تمثل أشكالًا محددة، على سبيل المثال «أشكال تشبه البرق» تظهر عند «الغضب» و«الضغينة أو الحقد» وتتجسد بخطوط متعرجة تظهر الخوف وما إلى ذلك.
وضح المؤرخ الفني سيكستين رينغبوم أن «الروحانية اللونية الثيوصوفية» أصبحت بفضل ليد بيتر وستاينر، محط اهتمام الفنانين المعاصرين، فانجذبوا إلى فكرة الثيوصوفية المتمثلة في «الانسجام الكوني الكامن وراء الفوضى الظاهرية» في العالم المادي.

## الفنانون الثيوصوفيون

### بلافاتسكي
امتلكت هيلينا بلافاتسكي (1891-1831) موهبة متطورة في الرسم، «لكنها لم تتدع أنها فنانة». كتب عنها عالم الاجتماع ماسيمو إنتروفين: «إن أول من يحتل القائمة الطويلة للرسامين الثيوصوفيين هي السيدة بلافاتسكي بدون منازع». كتب عنها بول واينزويغ أيضًا: «إنها امرأة كاملة الثقافة، تحمل أفكار عصر النهضة». أشار أيضًا إلى أن لافاتسكي كانت «عالمة وشاعرة وعازفة بيانو ورسامة وفيلسوفة وكاتبة ومعلمة».

### ماتشيل
تلقى ريجنالد ويلوبي ماتشيل (1927-1854) تعليمه أولًا في مدرسة أبينغهام، ثم في كلية أوين وحصل على «العديد من الجوائز في مجال الرسم وكذلك في الكلاسيكيات». في النهاية، أرسل للدراسة في باريس في أكاديمية جوليان. عاد في عام 1880 إلى لندن وعمل كرسام بورتريه. انتخب في عام 1893 ليكون عضوًا ضمن الجمعية الملكية للفنانين البريطانيين. نفذ الرسوم التوضيحية لكل من كتابي شغف المعبود (1895) وترنيمة روح وحيدة (1897) من عمل الروائي الأمريكي إيرين أوسغود.

تعرف ماتشيل في عام 1887 إلى بلافاتسكي نفسها عن طريق أحد أصدقاء خالاته، وانضم في عام 1888 إلى المجتمع الثيوصوفي. بدأت رسوماته تأخذ طابعًا صوفيًا رمزيًا، وقد يكون ذلك ظاهرًا في بعض أعماله مثل دويلر أون ذا ثريشهولد، ذا بيرث أوف ذا بلانيت وليد كايندلي لايت. أما العمل الثيوصوفي الذي نال النجاح الأعظم لماتشيل هو ذا باث. وصف ماتشيل هذا العمل كالتالي:
«العبور هو المسار الذي ينبغي لكل روح بشرية أن تمر فيه خلال مراحل نموها وتطورها نحو الوعي الذاتي الروحي الكامل. يجسد التمثال الموجود في هذا العمل الحالة الأسمى للإنسان. يحتل رأس التمثال المثلث الأعلى تائهًا في مجد الشمس أعلاه، بينما تستقر قدمي التمثال ضمن المثلث الأدنى في مياه الفضاء. تشير الرمزية في هذه اللوحة إلى الروح والمادة. تشغل أجنحة التمثال الجزء الأوسط ممثلة الحركة الحياتية الاعتيادية أو نبض الحياة الكونية، بينما تظهر مستويات الوعي الثمانية ضمن الشكل الثماني الأضلاع والتي يجب للإنسانية أن ترتقي عبرها لتبلغ صورتها المثلى. في أعلى اللوحة تظهر الآلهة المجنحة إيزيس، وهي الأم أو الروح الأعلى التي تمتد أجنحتها لتحجب وجه الذات العليا عن الذات الدنيا. تظهر حلقة من الأشكال الإلهية تُرى بشكل خافت وهي تهلل بفرحة الانتصار لعبورها درب الارتقاء الروحي وقد بلغت مركز الذات العليا. عند تلك النقطة ينظر الإنسان أو المخلوق إلى الخلف متعاطفًا مع كل الأرواح التي ما زالت تطوف في العالم الأدنى ويلتف لينحدر نحو الأسفل مرة أخرى لمساعدتهم كمخلص للبشرية. يوجد أسفل ذلك المخلوق حلقة حمراء من الحراس الذين يطرحون أرضًا كل من لا يمتلك كلمة العبور التي يرمز إليها بلهب أبيض يطوف فوق رأس كل روح تواقة نقية. يظهر كذلك طفلان اثنان يمثلان النقاء والطهارة يعبران بسهولة دون منازع. يظهر في مركز اللوحة شكل لمحارب ذبح تنين الوهم، تنين النفس الدنيا وهو يستعد الآن إلى عبور الخليج باستخدام جسد التنين الذي ذبحه كجسر للوصول (تجسيدًا لارتقاء الإنسان نحو الأعلى نتيجة قهره للضعف، التنين المذبوح للنفس الدنيا).
تكمل لوحته فيجين أوف ذا نيو داي موضوع لوحته ذا باث «العبور»، وتعتبر رمزًا للتنوير الذي بإمكان النفس البشرية أن تحققه بتجنبها لإغراءات العالم المادي.
انتقل ماتشيل في عام 1900 إلى الولايات المتحدة الأمريكية وانضم إلى المجتمع الثيوصوفي في بوينت لوما كاليفورنيا، الذي تأسس على يد كاثرين تينغلي.